# Алый Паук
А́лый Пау́к (англ. Scarlet Spider) — псевдоним, использовавшийся несколькими вымышленными персонажами серий комиксов Marvel Comics. Бен Рейли, первый персонаж, носивший данный костюм, появился в The Amazing Spider-Man #149 (октябрь 1975), в костюме Алого Паука — в Web of Spider-Man #118 (ноябрь 1994). Дизайн костюма был создан Тимом Лилом.

## Вымышленная биография

### Основные персонажи

#### Бенджамин «Бен» Рейли
Первым Алым Пауком был Бенджамин Рейли — клон Человека-паука, созданный Шакалом (Майлз Уоррен) для того, чтобы одолеть Человека-паука. В их битве победу одержал Человек-паук, а его клон долгое время считался погибшим. Во время Саги о клонах выясняется, что ему удалось выжить, и он стал называть себя Беном Рейли, взяв имя своего дяди Бена и девичью фамилию тёти Мэй. Пять лет он скитался по Нью-Йорку, наконец решив стать таким же героем, как и Питер Паркер. Он взял себе псевдоним Алый Паук, создал новый костюм и стал героем.

#### Фелисити Харди
В параллельной вселенной «Marvel Universe 2» Фелисити Харди, дочь Фелиции Харди и Флэша Томпсона, берёт псевдоним Алого Паука, чтобы стать партнёром Девушки-паука.

#### Каин
Каин был первым успешным клоном Человека-паука, который принял альтер эго Алого Паука во время кроссовер-серии Spider-Island.

## Вне комиксов

### Телевидение
- Анимационный сериал «Совершенный Человек-паук» вышел в 2012 году на телеканале Disney XD и основан на одноимённой параллельной вселенной комиксов о Человеке-пауке. В мультсериале Алый Паук — клон Питера Паркера, которого создал Доктор Осьминог, получив образец ДНК Питера. Они знакомятся, когда Питер падал без чувств с горящего авианосца. Имя персонаж получает после спасения тёти Мэй. Она сообщила ему, что у него доброе сердце, и назвала его Бен. Человек-Паук создаёт новую команду союзников, в составе которых состоят: Агент Веном, Железный Паук, Парень-Арахнид (Майлз Моралес) и Алый Паук. Позже было установлено, что Алый Паук был шпионом Осминога, и он предаёт Человека-паука, раскрывая Осьминогу тайну его личности. Это разоблачение Человека-паука приводит к тому, что Осминог предаёт Арнима Золу, а Алый Паук благодаря просьбам тёти Мэй помочь Человеку-пауку, одумывается и спасает большой город от доктора Октавиуса. В конце четвёртого сезона Питер встаёт на защиту доктора Октавиуса и просит Железного человека принять доктора на работу в «Stark Industries».
- Костюм Алого Паука появляется в мультсериале о Человеке-пауке 2017 года.
- Алый паук также появляется на первом постере полнометражного мультфильма «Человек-паук: Через вселенные» 2018 года.